# Jean Benguigui

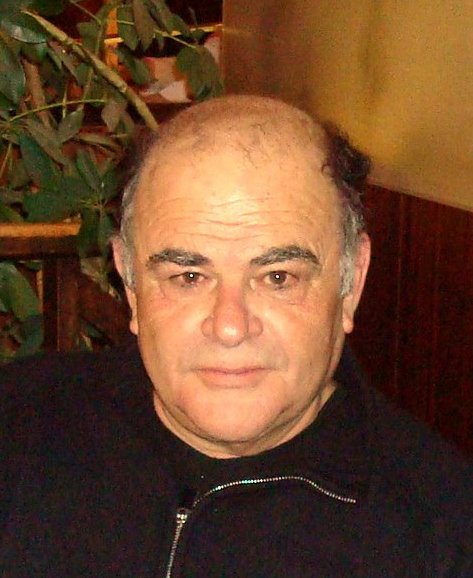
Jean Benguigui (2009)

Jean David Benguigui (* 8. April 1944 in Oran, Algerien) ist ein französischer Theater- und Filmschauspieler.

## Leben
Benguigui kam 1944 als Sohn algerischer Juden in Oran zur Welt. Im Alter von 14 Jahren sah er in seiner Heimatstadt eine Aufführung von Molières Tartuffe und beschloss, Schauspieler zu werden. Als die französische Untergrundbewegung OAS ihn kurz vor seinem 18. Geburtstag zu rekrutieren versuchte, ging er nach Toulouse. Seine Eltern Jean und Nelly (geb. Abécassis) und sein älterer Bruder Pierre (* 1938) blieben in Algerien.
Im Jahr 1966 begann Benguigui seine berufliche Laufbahn als Theaterschauspieler. Unter der Regie von Patrice Chéreau kam er mehrfach auf der Bühne zum Einsatz. 1967 stand Benguigui für den Kurzfilm Vampirisme erstmals vor der Filmkamera. Ab den 1970er Jahren war er in zahlreichen Film- und Fernsehproduktionen zu sehen und arbeitete dabei unter der Leitung namhafter Regisseure wie Bertrand Blier, Philippe de Broca, Claude Zidi, Claude Chabrol und Claude Lelouch. Zumeist auf den mediterranen Typ festgelegt, tritt er häufig in komischen Nebenrollen auf, etwa in Die Flüchtigen (1986) neben Pierre Richard und Gérard Depardieu. Mit Isabelle Huppert stand er mehrfach gemeinsam vor der Kamera, wie beispielsweise 1997 in Chabrols Gaunerkomödie Das Leben ist ein Spiel. In den Comic-Verfilmungen Asterix & Obelix: Mission Kleopatra (2002) und Die Daltons gegen Lucky Luke (2004) spielte Benguigui erneut kleine Nebenrollen. In Frankreich ist er auch als Synchronsprecher tätig. Er lieh unter anderem Joe Pesci seine Stimme. Im Jahr 2014 veröffentlichte er das autobiografische Buch Un parfum d’orange amère.
Jean Benguigui ist der Vater der Schauspielerin Catherine Benguigui (* 1964) und des Sängers Antoine Léonpaul (1975).

## Filmografie (Auswahl)
- 1967: Vampirisme (Kurzfilm)
- 1972: Der Aufruhr in den Cevennen (Les Camisards)
- 1975: Pauls Geschichte (Histoire de Paul)
- 1976: Don César de Bazan (TV-Film)
- 1977: Die ersten Sünden sind die schönsten (L’Amour en herbe)
- 1978: Kommissar Moulin (Commissaire Moulin) (TV-Serie, eine Folge)
- 1979: Der französische Coup (Le Mors aux dents)
- 1979: Die Aussteigerin (La Dérobade)
- 1979: Der rote Pullover (Le Pull-over rouge)
- 1979: Den Mörder trifft man am Buffet (Buffet froid)
- 1982: Der Superboß (Le Grand pardon)
- 1983: Der Buschpilot (L’Africain)
- 1983: Abschied von Tadjira (Le Grand carnaval)
- 1984: Das Flittchen (La Garce)
- 1984: Der Flug der Sphinx (Le Vol du Sphinx)
- 1985–1987: Série noire (TV-Serie, zwei Folgen)
- 1986: Die Flüchtigen (Les Fugitifs)
- 1987: Control (Il giorno prima)
- 1988: Der schwarze Milan (Milan noir)
- 1990: Gauner gegen Gauner (Ripoux contre ripoux)
- 1990: Dr. M
- 1990–1996: Imogène (TV-Reihe, neun Folgen)
- 1991: Benjamin (Aujourd’hui peut-être …)
- 1991: Mein Leben ist die Hölle (Ma vie est un enfer)
- 1991: Der Joker und der Jackpot (La Totale!)
- 1992: Die schönste Geschichte der Welt (La Belle histoire)
- 1991: Der Gorilla (Le Gorille) (TV-Serie)
- 1992: Loulou Graffiti
- 1992: Das Gesetz der Mafia (Le Grand pardon II)
- 1993: Tango Mortale (Tango)
- 1994: Julie Lescaut (TV-Reihe, eine Folge)
- 1995: Kommissar Navarro (Navarro) (TV-Serie, eine Folge)
- 1996: Kuss-Kuss in Paris (Salut cousin!)
- 1996: Stille Wasser sind tief (Méfie-toi de l’eau qui dort)
- 1997: Das Leben ist ein Spiel (Rien ne va plus)
- 1999–2004: Pepe Carvalho (TV-Reihe, zehn Folgen)
- 2000: Mit den Waffen eines Vaters (Vérité oblige) (TV-Reihe, eine Folge)
- 2002: Asterix & Obelix: Mission Kleopatra (Astérix & Obélix: Mission Cléopâtre)
- 2002: Casanova – Ich liebe alle Frauen (Il giovane Casanova) (TV-Mehrteiler)
- 2002: Ball & Chain – Zwei Nieten und sechs Richtige (Le Boulet)
- 2002–2012: Le 17 (TV-Serie, sieben Folgen)
- 2003: Ich, Caesar. 10 ½ Jahre alt, 1,39 Meter groß (Moi César, 10 ans 1/2, 1m39)
- 2004: Die Daltons gegen Lucky Luke (Les Dalton)
- 2004: Turn Left at the End of the World (Sof Ha’Olam Smola)
- 2006: Hilfe, Ferien! (Nos jours heureux)
- 2007: Ali Baba und die 40 Räuber (Ali Baba et les 40 voleurs) (TV-Zweiteiler)
- 2007: Bad Cops – Zwei Bullen sehen rot (Gomez vs. Tavarès)
- 2008: Hello Goodbye – Entscheidung aus Liebe (Hello Goodbye)
- 2009: Coco
- 2010: Fatal
- 2011: La Croisière
- 2014: Un homme d’État
- 2015: Les Gorilles
- 2015/2025: Capitaine Marleau (TV-Serie, zwei Folgen)
- 2016: Prof T. (TV-Serie, sechs Folgen)
- 2018: Meine wunderbare Scheidung (Brillantissime)
- 2018: Une intime conviction
- 2019: La Moustache (TV-Film)
- 2020: Les Copains d’abord (TV-Miniserie, sechs Folgen)
- 2022: The Canapé (TV-Film)
- 2023: Lupin (TV-Serie, eine Folge)
- 2023: Le Petit blond de la casbah

## Theaterauftritte (Auswahl)
- 1966: Die Affäre Rue de Lourcine (L’Affaire de la rue de Lourcine) von Eugène Labiche – Regie: Patrice Chéreau, Festival de Gennevilliers
- 1967: Die Soldaten von Jakob Michael Reinhold Lenz – Regie: Patrice Chéreau, Théâtre de Sartrouville, Théâtre national de Chaillot
- 1972–1973: Im Dickicht der Städte von Bertolt Brecht – Regie: André Engel, Jean Jourdheuil und Jean-Pierre Vincent; Festival von Avignon, Théâtre national de Chaillot, Théâtre de Nice
- 1976: Wie es euch gefällt (As you Like it) von William Shakespeare – Regie: Benno Besson, Festival von Avignon
- 1979: Platonow von Anton Tschechow – Regie: Gabriel Garran, Théâtre de la Commune
- 1985: Die Hose von Carl Sternheim – Regie: Jacques Rosner, Grenier de Toulouse
- 1986: Die Dreigroschenoper von Bertolt Brecht – Regie: Giorgio Strehler, Théâtre du Châtelet
- 1992: Der Herr Ornifle (Graf Ornifle de Saint Oignon) von Jean Anouilh
- 1993: Die Goldfische (Les Poissons rouges) von Jean Anouilh – Théâtre Saint-Georges
- 1995: Brèves de comptoir von Jean-Marie Gourio – Regie: Jean-Michel Ribes, Théâtre Tristan-Bernard
- 1998: La Chaleureuse Orpheline von Hervé Royer – Théâtre de Clichy
- 2004–2006: Grosse chaleur von Laurent Ruquier – Regie: Patrice Leconte, unter anderem Théâtre de la Renaissance
- 2009: Die Katze im Sack (Chat en poche) von Georges Feydeau – Regie: Pierre Laville, Théâtre Saint-Georges
- 2013: Le Plus heureux des trois von Eugène Labiche und Edmond Gondinet – Regie: Didier Long, Théâtre Hébertot
- 2016: Le Chat nach Georges Simenon – Regie: Didier Long, Théâtre de l’Atelier
- 2018: La Moustâche von Sacha Judaszko und Fabrice Donnio – Regie: Jean-Luc Moreau, Théâtre de la Gaîté Montparnasse
- 2024: Besuch bei Mr. Green (Visiting Mr. Green) von Jeff Baron – Regie: Thomas Joussier, Théâtre de Passy

## Auszeichnungen
- 1986: Chevalier de l’Ordre des Arts et des Lettres (Ritterkreuz des Ordens der Künste und der Literatur)
- 2016: Chevalier de la Légion d’honneur (Ritterkreuz der Ehrenlegion)[5]